# Thomas Vanek
Thomas Vanek (Baden, 19 gennaio 1984) è un hockeista su ghiaccio austriaco che gioca come ala sinistra per i Detroit Red Wings, formazione della National Hockey League. In passato ha giocato anche per i Buffalo Sabres, di cui è stato capitano, ed ha vinto un NHL Plus/Minus Award.